# Geschiedenis van Athene

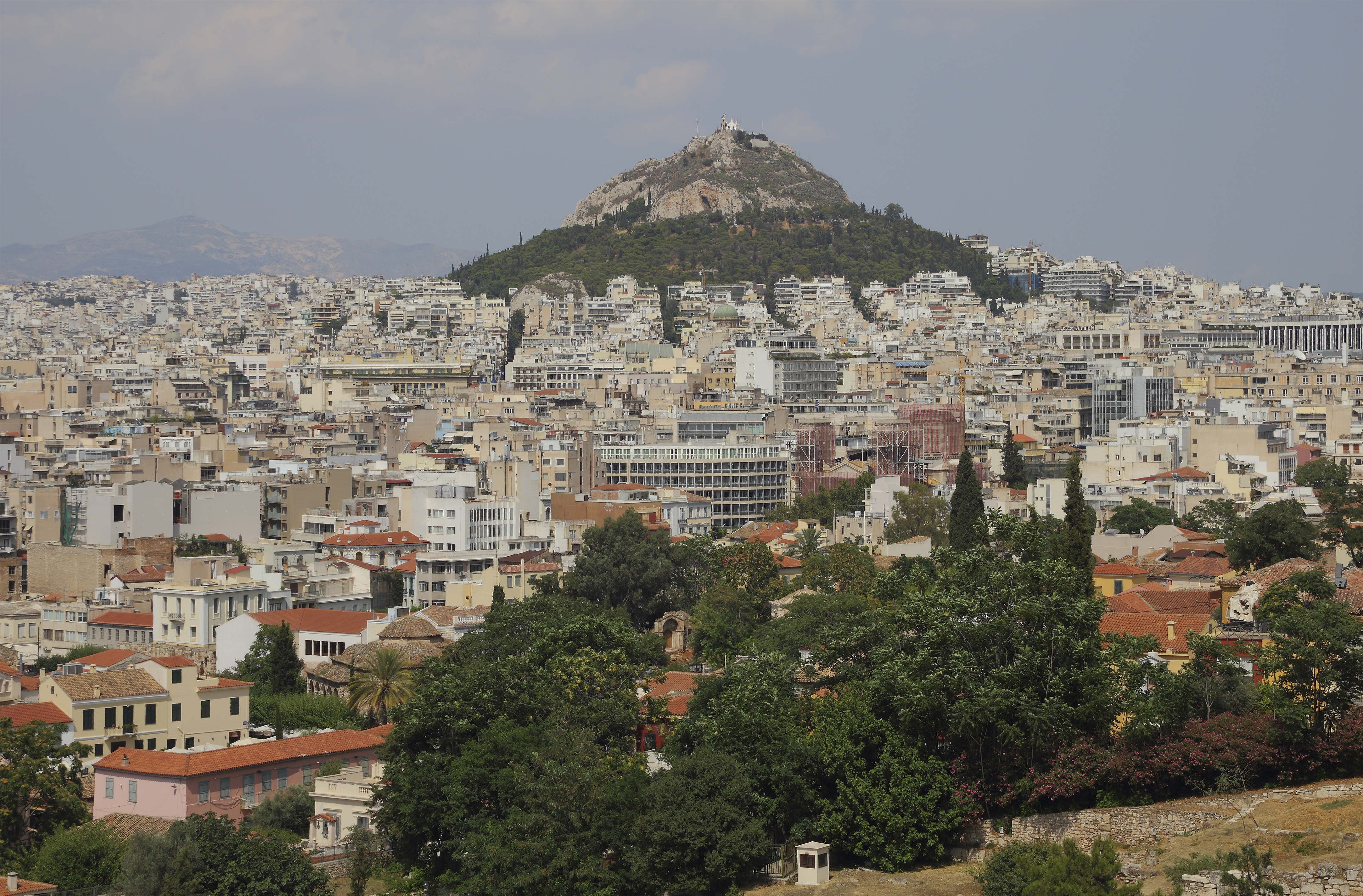
Zicht op Athene vanaf de Akropolis van Athene, de bekendste plaats van Athene.

De geschiedenis van Athene is een van de langste stadsgeschiedenissen in de wereld. Athene is minstens 7.000 jaar constant bewoond en was de leidende stad van het oude Griekenland in het midden van het 1e millennium v.Chr. Haar culturele verworvenheden tijdens de 5e eeuw v.Chr. lagen mede aan de basis van de Westerse beschaving. Gedurende de middeleeuwen kende de stad een terugval, maar herstelde onder het Byzantijnse Rijk en was relatief welvarend ten tijde van de kruistochten, omdat het kon profiteren van de Italiaanse handel. Na een lange periode van verval onder het Ottomaanse Rijk, maakte Athene in de 19e eeuw haar opmars als hoofdstad van het nieuwe onafhankelijke Griekenland.

## Prehistorie
Ook al leveren archeologische sporen het bewijs dat tijdens het Neolithicum (± 3500 v.Chr.) de omgeving van de akropolis reeds bewoond was, toch dateren de oudste sporen van bewoning op de akropolis zelf uit de laat-Myceense periode (ca. 1600 - ca. 1100 v.Chr.). In die tijd stond er een paleis, versterkt met cyclopische muren, waarvan nog resten zichtbaar zijn (in de buurt van het Erechtheion).

## Mythische geschiedenis

### Atlantis

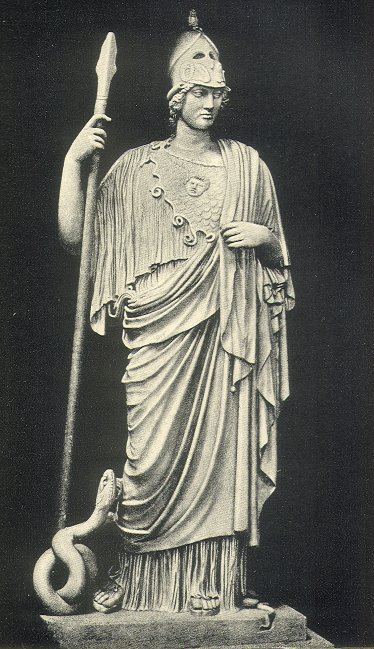
De Athena Giustiniani (Romeinse kopie van Grieks origineel, late 5e - vroege 4e eeuw v.Chr., Musei Vaticani, Rome).

Volgens Plato's  laatste werken Kritias en Timaios bestond de stad Athene al 9000 jaar, vóór Solon (ca. 636-ca.558 v.Chr.) een bezoek aan Saïs in Egypte bracht, dus in het 10e millennium v.Chr. Athene zou dan zo oud zijn als Göbekli Tepe (Turkije) en Oud-Jericho ('de oudste stad ter wereld'). 
Een priester van Saïs vertelde Solon: 'Ik zal het graag vertellen, Solon. Dat doe ik vanwege jou, vanwege jullie staat, maar vooral om de godin [ Pallas Athena ] te danken die zich over jullie staat en de onze ontfermde, hen voedde en onderricht gaf. Jullie staat duizend jaar eerder, toen de godin het zaad waaruit jullie zouden opgroeien van Gaia en Hefaistos had ontvangen, later die van ons. Ons stelsel is nu, zoals in de heilige teksten geschreven staat, al achtduizend jaar oud. Dus ik heb het over je medeburgers van negenduizend jaar terug.'
'De teksten vermelden namelijk hoe jullie [Atheense] staat eens een wereldmacht een halt toeriep toen die zo overmoedig was om ergens vanaf de Atlantische Oceaan tegen heel Europa en Azië op te trekken. (..) voor de monding die jullie (..) de Zuilen van Herakles noemen, lag een eiland. Vanaf dat eiland, dat groter was dan Libië en Azië bij elkaar, kon de reiziger van toen oversteken naar de andere eilanden. en vanaf die eilanden kon je heel het tegenovergelegen continent bereiken waar die oceaan ophield. (..) Zij [de koningen] beheersten heel het eiland, vele andere eilanden en delen van het continent. Hun heerschappij reikte zelfs tot onze streken, ze hadden het voor het zeggen in Libië tot aan Egypte toe en in Europa tot Tyrrhenië. Die macht verzamelde op een gegeven moment al haar krachten in een poging om in één klap jullie land, ons land, heel het gebied aan deze kant van de monding te knechten. (..) Vanwege jullie uitstekende instelling en jullie kennis van militaire zaken hadden jullie namelijk op iedereen een voorsprong. Eerst had de [Atheense] staat de leiding over de Grieken, later werd hij door de anderen in de steek gelaten en stond hij er noodgedwongen alleen voor. Daardoor raakte hij aan de rand van de afgrond, maar hij versloeg de invallers en kon dat vieren. (..) Maar in later tijd waren er zware aardbevingen en overstromingen. Er kwam één gruwelijke dag en nacht waarop jullie complete strijdmacht door de aarde werd verzwolgen, terwijl tegelijk het eiland Atlantis door de zee werd verzwolgen en verdween.' (Timaios, 24E-25D)
'(..) júist de namen van de mannen van vóór Theseus die we ons herinneren, de namen van Kekrops, Erechtheus, Erichthonius, Erysichthon en de meeste anderen, werden volgens Solon door de priesters in hun relaas over de oorlog van destijds vaak genoemd.' (Kritias, 110A,B) 

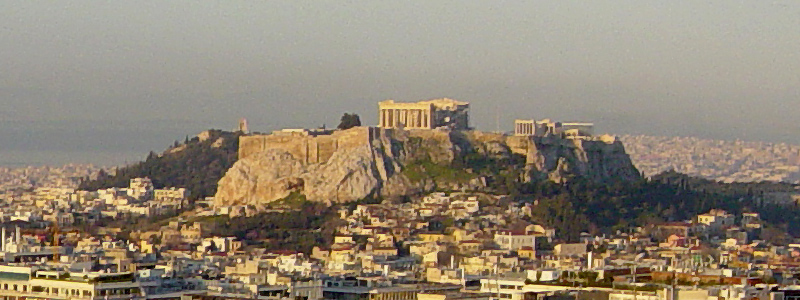
De Akropolis van Athene, gezien vanaf de berg Lycabettus

'Ze zeiden dat de grenzen die het [Atheense land] destijds omsloten om te beginnen tot bij de Isthmos liepen en aan de landzijde tot de toppen van de Kithairon en de Parnes. De grenzen zouden daarna aan de rechterkant tot Oropos zijn afgedaald, terwijl ze links bij de zee tot aan de Asopos liepen. Geen land zou zo vruchtbaar zijn geweest als het onze (..) Het water rondom is overal al vlak bij de kust erg diep. Dat komt door de vele grote overstromingen in die negenduizend jaar, want zoveel tijd is er sindsdien verstreken. De grond, die in al die jaren, door al die rampen van de hogere delen is gespoeld (..) is steeds als een bal verder gerold om in de diepte te verdwijnen. Van die grond is (..) vergeleken met toen niet meer overgebleven dan het skelet van een ziek lichaam. Al het vette en zachte van de grond is rondom weggespoeld, waardoor alleen het magere lichaam van het land overbleef. (..) één nacht met uitzonderlijk veel regen heeft de aarde [van de Akropolis van Athene ] weggespoeld. Dat kwam omdat er gelijktijdig aardbevingen waren en er een zware overstroming was, de derde voor de verwoesting ten tijde van Deukalion. (..) Ze was helemaal met aarde bedekt en van boven vrijwel overal vlak. (..) De hogere delen, rondom de tempel van Athena en Hefaistos, werden uitsluitend door de klasse van strijders bewoond. Ze hadden (..) één muur rond hun buurt gebouwd. Het is zo dat ze aan de noordkant van de Akropolis woonden. (..) Er was maar één bron, op de plaats van de huidige Akropolis. die is door de aardbevingen verstopt geraakt en tegenwoordig resten van de bron alleen wat omliggende stroompjes. (..) Ze hielden goed in de gaten of bij henzelf het aantal mannen en vrouwen dat al of nog oorlog kon voeren de hele tijd zoveel mogelijk gelijk bleef, namelijk rond de twintigduizend.' (Kritias, 110D-112D)
Volgens Diodorus Siculus (ca. 90 - ca. 30 v.Chr.) werd Saïs gebouwd door de Atheners, vóór de Vloed. Terwijl alle Griekse steden, ook Athene, werden vernietigd, wisten Saïs en andere Egyptische steden deze natuurramp te overleven.

### Mythische koningen
De Griekse mythologie (onder meer Apollodorus) schrijft de stichting van de stad toe aan Kekrops, die zijn burcht de naam Kekropia gaf. Hij zou de eerste volksteller en wetgever zijn geweest, zo vermaard om zijn rechtvaardigheid dat de goden Poseidon en Athena hem tot scheidsrechter kozen in hun strijd om het bezit van Attica.
Na Cecrops zijn er allerlei legenden, die  eveneens de namen van verschillende mythische koningen vermelden, onder wie Erichthonius (een zoon van Hephaistos) en zijn kleinzoon Erechtheus.

Pandion was de zoon van Erichthonius. De Thracische koning Tereus werd zijn schoonzoon, nadat die heldhaftig de aanval had afgeslagen van 'een vreemde troepenmacht komend van overzee', die de Atheense muren deed trillen. De held verkrachtte echter zijn schoonzuster Philomela, waarna de twee zusters hem zijn zoontje Itys voorschotelden en in vogels veranderden. Pandion stierf vroegtijdig van verdriet en werd door Erechtheus opgevolgd (Ovidius, Metamorfosen).
Met de meest beroemde Atheense koning, Theseus, zoon van Aigeus, betreden wij de schemerzone tussen mythe en geschiedenis. Hij zou geregeerd hebben rond 1300 v.Chr. en staat bekend als de stichter van de synoikismos, de staatkundige eenmaking van Attica (al menen historici te kunnen aantonen dat deze veeleer rond de overgang van de 9e naar de 8e eeuw v.Chr. te dateren valt). Volgens de mythe zou hij de Spartaanse Helena als maagd hebben verkracht.
De laatste mythische koning van Athene was Codrus. Hij zou in 1068 v.Chr. door zijn heldhaftige offerdood zijn land hebben gevrijwaard van de invallende Doriërs. Archeologische bevindingen tonen inderdaad aan dat de Dorische migraties haast ongemerkt aan Attica en Athene voorbij zijn gegaan. De dood van Codrus betekende meteen het einde van de monarchie in Athene.

### Trojaanse Oorlog
Als we Homerus (± 800-750 v.Chr.) mogen geloven (Ilias II, vers 556) namen de Atheners met een delegatie van vijftig schepen deel aan de Trojaanse Oorlog (± 1190-1180 v.Chr.).

## Archaïsche tijd: op weg naar de democratie
Het verdwijnen van de monarchie leidde uiteindelijk tot een machtsstrijd tussen de oude adellijke families. Om pogingen tot staatsgrepen, zoals de in 630 v.Chr. mislukte samenzwering van Cylon in het vervolg te voorkomen, vaardigde de archont Draco in 624 v.Chr. zijn antirevolutionaire draconische maatregelen uit. Deze wetgeving was zo streng dat ze tot op onze dagen nog steeds spreekwoordelijk is. De macht van de adel werd erdoor beknot, de bloedwraak beperkt, het recht om te straffen kwam aan de staat, maar de maatschappelijke noden van kleine boeren en handelaars vroegen om andere wetten. Die vaardigde Solon uit in 594 v.Chr.: door zijn timocratische staatsregeling kregen alle mannelijke burgers stemrecht en berustte de hoogste macht bij de volksvergadering.
Omstreeks 560 v.Chr. viel de macht in handen van de tiran Peisístratos, onder wiens zegenrijke bewind welvaart en kunst bloeiden. Peisístratos werd opgevolgd door zijn minder getalenteerde zonen Hippias en Hípparchos. Toen deze laatste in 514 v.Chr. vermoord werd, ging Hippias op de vlucht en liep in 510 v.Chr. over naar de Perzische koning.
Na de verjaging van de "Peisistratiden" kon een hervorming van het staatsbestel niet lang meer uitblijven. In 508 v.Chr. ontnam Kleisthenes de adel zijn laatste invloed en voerde een echt democratisch bestuur in. Zijn schervengericht of ostracisme bood de gelegenheid ongewenste staatslieden uit Athene te verbannen. De naam werd ontleend aan het óstrakon (potscherf) waarop de leden van de volksvergadering de naam krasten van de staatsman die ze een gevaar vonden voor de staat. Kleisthenes' democratische hervorming kwam net op tijd om het Perzische gevaar het hoofd te bieden.

## Klassieke tijd: bloei en verval
Toen Athene weigerde de naar Perzië gevluchte Atheense tiran Hippias weer als machthebber aan te nemen, was dit reeds zo goed als een oorlogsverklaring. Maar vooral omdat het van vitaliteit bruisende en overmoedige Athene in 500 v.Chr. hulp had geboden aan de Ionische opstandelingen, zon koning Darius I op wraak. Tijdens de Eerste Perzische Oorlog wist Miltiades de in 490 v.Chr. bij Marathon gelande Perzen te verslaan. Daarna zorgde de invloedrijke Themistoklès ervoor dat de inkomsten van de nieuw ontdekte zilvermijnen bij Laurion werden besteed aan de uitbouw van een weerbare Atheense oorlogsvloot: hij vermoedde, overigens terecht, dat de Perzen wraak zouden nemen.
Tijdens de Tweede Perzische Oorlog bracht het Perzische leger aanvankelijk Athene enkele rake klappen toe: stad én akropolis werden verwoest in 480 v.Chr.. Maar de oorlogsschepen van Themistokles vormden de hoofdmoot van de Griekse vloot die de Perzen in de zeeslag bij Salamís naar de zeebodem ramde.
In 478 werd de Delisch-Attische Zeebond opgericht, die aanvankelijk bedoeld was als anti-Perzische defensieve alliantie, maar gestadig uitgroeide tot het instrument bij uitstek waarmee de Atheners hun maritieme imperium opbouwden, vooral nadat Pericles in 454 v.Chr. de bondsschatkist van Delos naar Athene had laten overbrengen. Tijdens het bewind van Pericles (461 tot 429 v.Chr.) groeide Athene overigens uit tot een culturele hoogvlieger. Het geld van de Delische Bond werd zonder scrupules besteed aan de realisatie van prestigieuze bouwprojecten op de Akropolis en de versteviging van de Lange Muren, terwijl intussen binnen de wallen van de stad een indrukwekkende reeks van topfiguren uit de artistieke en intellectuele wereld elkaar ontmoetten en inspireerden (de "Eeuw" van Perikles).
Het arrogante imperialisme van de Atheners leidde echter uiteindelijk tot hun politieke zelfmoord. Tussen 431 en 404 v.Chr. woedde de Peloponnesische Oorlog, een onvermijdelijk gevolg van het jarenlange wederzijdse wantrouwen tussen de supermachten Athene en Sparta. Dit was deels ook gebaseerd op een verschil in cultuur, dat zich uitte in de opvoeding en in de wijze waarop in beide kampen werd aangezien tegen de rol van de vrouw in de samenleving. “Spartaanse meisjes kregen, in tegenstelling tot de Atheense, dezelfde voedingsrantsoenen als jongens, en mochten onversneden wijn drinken”, aldus Xenophon. En Plato verbaasde er zich over dat: “Meisjes er een strikt trainingsregime kregen dat ze even fit maakte als jongens, vrouwen konden economisch onafhankelijk zijn, ze leerden muziek en poëzie”. Dit in tegenstelling tot de Atheense vrouw, die "zo weinig mogelijk zien, horen en spreken moest." Volgens Homeros was de landstreek bekend vanwege haar mooie sterke vrouwen, "Sparte kalligynaika" (Het Sparta van de mooie vrouwen) noemde hij het gebied.
In de jaren 430-429 en 426-425 v.Chr. verloor Athene naar schatting een kwart tot een derde van zijn bevolking door een bijzonder agressieve pestepidemie. Een mislukte expeditie naar Sicilië (415-413 v.Chr.) onder leiding van de "kleurrijke" Alcibiades bracht opnieuw een grote ramp over Athene en luidde het nakende verval in. De Oligarchische Revolutie van 411 was een eerste inbreuk tegen democratische traditie, en toen Athene uiteindelijk in 404 v.Chr. tot capitulatie werd gedwongen, begon de bezetting van de stad door de Spartanen, die er de dictatuur van de "Dertig" installeerden. Reeds in het voorjaar van 403 v.Chr. kwamen de Dertig ten val, en kon de democratie in Athene hersteld worden o.a. door het optreden van Thrasybulus. In de nasleep van de dramatische gebeurtenissen vond in 399 v.Chr. het proces en de executie van de filosoof Socrates plaats.
Hoewel Athene zich aanvankelijk relatief snel herstelde van de nederlaag, was de vlam toch uit de pijp. De heroprichting van de Delische Bond in 378 zette  weinig zoden aan de dijk, integendeel: de wisselende allianties die Athene in die periode aanging werkten eerder contraproductief. Het gevolg was dat de Atheners samen met hun bondgenoten in 338 v.Chr. verslagen werden door koning Philippus II van het dynamische Macedonië. Met de bezetting door de Macedoniërs verloor Athene voor altijd zijn politieke autonomie.

## Hellenistische en Romeinse tijd: relatieve zelfstandigheid
De politieke aftakeling van Athene had niet tot gevolg dat de stad geen grote geesten meer voortbracht. Gedurende heel de Hellenistische tijd bleef ze een vooraanstaande kunst- en universiteitsstad en een centrum van wijsbegeerte.
De Macedoniërs bleven er lang de baas. Na de regering van Alexander de Grote (336 tot 323 v.Chr.) werd de intellectuele Demetrius van Phalerum met de regering van Athene belast (318/307 v.Chr). De Romeinen "bevrijdden" (?) uiteindelijk Athene van de Macedonische bezetting in 168 v.Chr., nadat zij bij Pydna koning Perseus verslagen en zijn koninkrijk geannexeerd hadden.

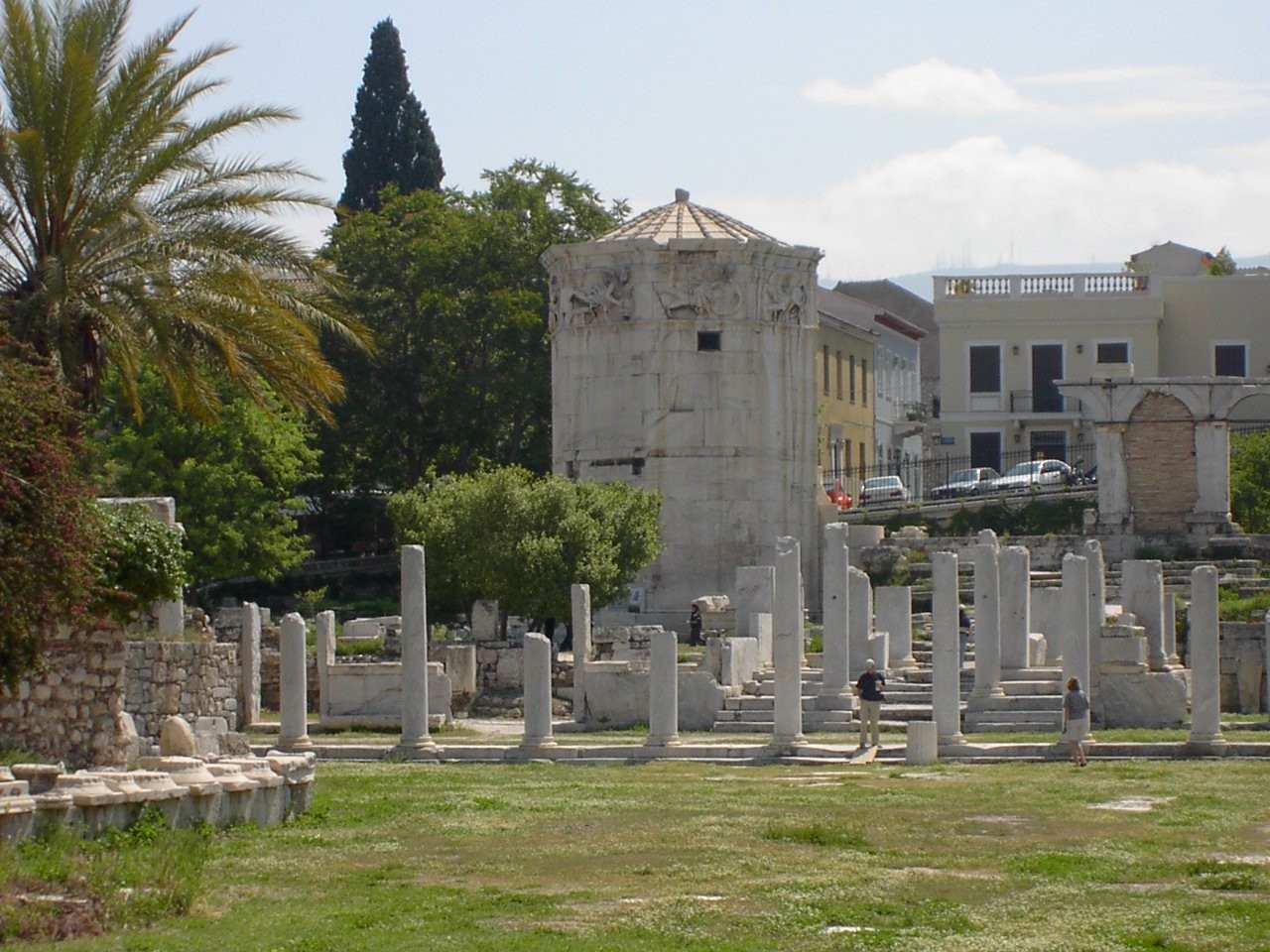
De Romeinse agora zou het tweede economische centrum van de stad worden.

Als intellectuele hoofdstad genoot Athene nog veel aanzien bij de Romeinen, die na het instellen van de Provincia Achaea in 146 v.Chr. de stad zelfs overstelpten met privileges. Die voorkeursbehandeling belette de Atheners niet om in 88 het kamp van Mithridates te kiezen, in een ultieme poging tot opstand tegen de aanwezigheid van de Romeinen. De vergelding zou niet lang uitblijven: in 86 liet Sulla zijn troepen naar hartenlust plunderend door de straten van Athene trekken. Vanaf dat moment verloor Athene elke politieke betekenis, hoewel veel vooraanstaande Romeinen er nog lange tijd bij voorkeur een retorische en filosofische opleiding kwamen volgen.
De kritisch ingestelde en op filosofisch vlak verwende Atheners toonden aanvankelijk weinig interesse in de boodschap van het jonge christendom: de apostel Paulus kon op weinig bijval rekenen toen hij in 53 in de stad verbleef.
Bijzondere gunsten ontvingen de Atheners van keizer Hadrianus "de filhelleen", die hun stad tussen 124 en 131 tot driemaal toe bezocht en er telkens geruime tijd verbleef. Hij financierde er de realisatie van grote bouwprojecten (onder meer een bibliotheek en de tempel van Zeus Olympius). Zijn opvolgers, Antoninus Pius en Marcus Aurelius, begunstigden er de filosofiescholen. Ook de kunstbeschermer Herodes Atticus verfraaide tussen 140 en 177 de stad met gebouwen (onder meer een odeion) en maakte er een compleet openluchtmuseum van.
Een reeks dramatische gebeurtenissen bracht de "voedster van kunsten en wetenschappen" de genadeslag toe: een plundering door de Herulen in 267, een verwoestende aardbeving in 375 en een nieuwe plundering door Alarik I in 396. Door het salonfähig worden van het christendom was daarvoor al onherstelbare schade aangericht, onder meer toen keizer Constantijn allerlei kunstwerken naar zijn nieuwe hoofdstad liet transporteren. In 429 verbood Theodosius II de eeuwenoude godsdienst, en alle oude tempels werden gesloten of tot christelijke kerk omgebouwd. Dit lot was ook het Atheense Parthenon beschoren. 
Een eeuw later, in 529, toen keizer Justinianus ook nog de filosofiescholen sloot, betekende dat er voor Athene een definitief einde kwam aan haar historische bloeitijd en glorie.

## Middeleeuwen: overvleugeld doorConstantinopel

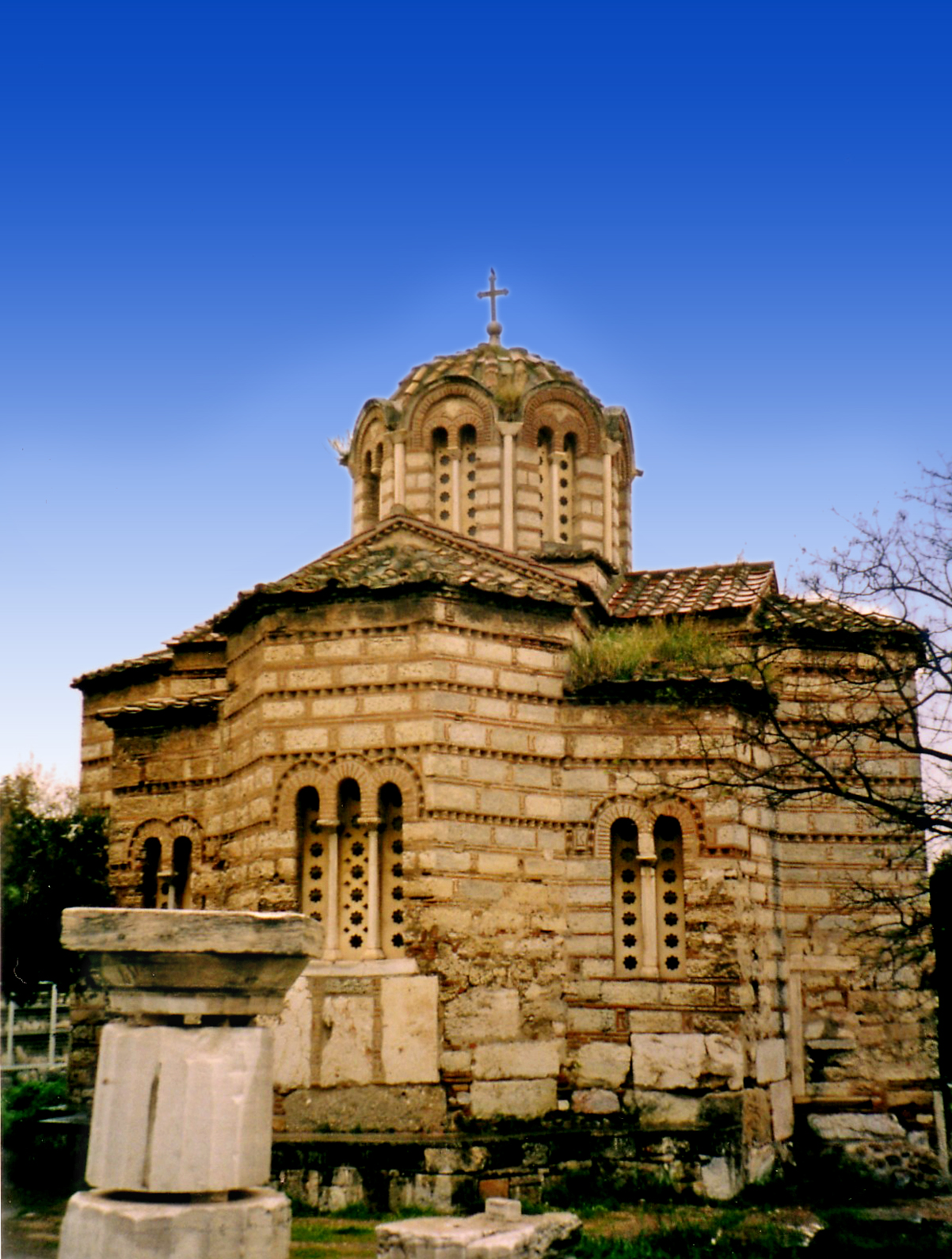
Byzantijnse kerk in de agora.

In 580 werd het verweesde Athene nog maar eens geplunderd, ditmaal door Slavische stammen, en verviel het tot een miserabel provinciestadje. Twee (eerder beruchte dan beroemde) Byzantijnse keizerinnen zagen echter het levenslicht in Athene: Irene (°752) en Theophano.
In 1018 bracht keizer Basilius II een bezoek aan Athene, en vierde er zijn overwinning op de Bulgaren met een dienst in de tot kerk omgevormde Parthenon. De glorie die Athene in de Oudheid uitstraalde was toen reeds lang uitgedoofd. De Byzantijnse geleerde Michael Choniates, die rond 1175 vanuit Constantinopel als aartsbisschop naar Athene was gestuurd, leed erg onder de onwetendheid en de 'barbaarsheid' van zijn kudde en zong zijn frustratie daarover uit in allerlei klaagzangen.
In 1204 werd Athene bezet door Franse kruisvaarders en in leen gegeven aan de Bourgondische ridder Othon de la Roche die er het "Frankische" Hertogdom Athene stichtte. In 1311 werd zijn dynastie al verdreven door een Catalaans huurlingenleger dat het hertogdom bestuurde in naam van de Siciliaanse koning Frederik van Aragon. De Catalaanse gouverneurs maakten er echter zo'n potje van dat het Nerio Acciaioli, een verdwaalde telg uit een Florentijns aristocratisch geslacht, weinig moeite kostte om in 1387 de macht te grijpen in het hertogdom Athene.
Toen Nerio (in 1394) overleed, kwamen de Venetianen maar al te graag hulp bieden tegen de opdringende Turken, want daarmee kwam het hertogdom Athene meteen ook onder Venetiaanse invloed. Er volgden toen een paar decennia van relatieve voorspoed, zelf toen Nerio II Acciaioli tussen 1435 en 1451 de hertogelijke troon bezette als vazal van het Osmaanse Rijk. Omdat zijn opvolger naar de smaak van sultan Mehmet II te veel intrigeerde, werd het hertogdom in 1458 geannexeerd door de Turken, die - uit eerbied voor haar grootse verleden - Athene toch bepaalde privileges verleenden. Mehmet II was overigens de enige sultan die gedurende het vier eeuwen durende Osmaanse bewind ooit Athene bezocht.
De Turkse commandant installeerde zich - met vrouwen en kinderen - in de als vesting ingerichte Akropolis. In het Erechtheum was zijn harem ondergebracht en in 1460 werd het Parthenon (sinds eeuwen al een christelijke kerk, toegewijd aan de Maagd Maria) omgebouwd tot moskee. Voor de Atheners zelf werd de Akropolis nu verboden terrein.

## Nieuwe Tijd
Een reeks oorlogen tussen Venetië en de Turken in de 17e eeuw waren rampzalig voor de eeuwenoude Akropolis. Een blikseminslag in 1645 werd het Erechtheum fataal, omdat de Turken er een kruitmagazijn hadden ondergebracht. Maar toen de Venetianen onder de doge Francesco Morosini in 1687 de Peloponnesus (tijdelijk) heroverden en daarbij ook Athene belegerden, ontmantelden de Turken het Nikè-tempeltje om het platform waarop het was gebouwd te gebruiken voor een geschutsstelling. Tot overmaat van ramp ontplofte een verdwaalde Venetiaanse bom midden in de Turkse kruitvoorraad onder het Parthenon en richtte onherstelbare schade aan.
In de 18e eeuw reisden veel Westerse schrijvers en kunstenaars (de zogenaamde Filhellenen) naar Athene en constateerden hoe erg het gesteld was met de sporen van zijn grootse verleden. Dit feit en de oprichting van allerlei geheime genootschappen leidden (overal in Griekenland) tot een heropleving van nationaal besef. In 1801 verwijderde Lord Elgin een grote hoeveelheid beeldhouwwerken van de Akropolis en bracht ze naar Londen.
Tijdens de Griekse Onafhankelijkheidsoorlog in 1821 werd de Akropolis tijdelijk bevrijd, maar door de Turken weer heroverd tussen 1827 en 1829. Hoewel de sultan in 1830 onder pressie van de grote mogendheden gedwongen werd de onafhankelijkheid van Griekenland te erkennen, bleef de Akropolis nog een tijdje in Turkse handen, als pasmunt voor het vastleggen van de definitieve akkoorden.

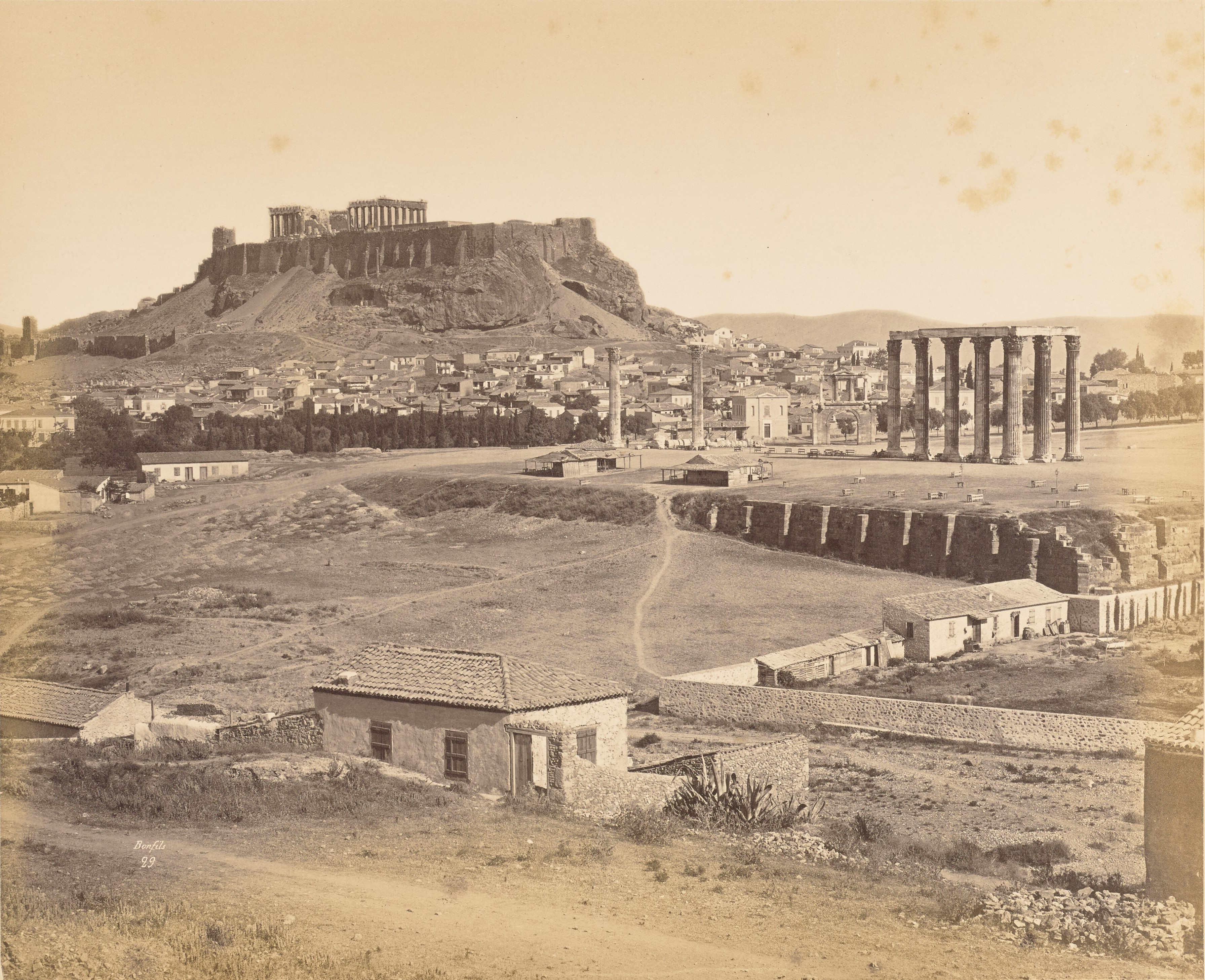
De Akropolis (ca. 1868-1875) met de Tempel van de Olympische Zeus rechts.

Volgens een eerste rapport van de archeologische dienst in het jonge Griekenland was 60 % van de bebouwde oppervlakte van Athene door de straatgevechten verwoest, en toen koning Otto in 1834 Athene tot nieuwe hoofdstad van zijn koninkrijk verkoos, telde de zwaargehavende stad nog zo’n 8000 inwoners. Onmiddellijk begon Otto aan een aanzienlijke stadsuitbreiding (neoclassicisme). In 1837 werd de Atheense Universiteit geopend, en in 1842 de nieuwe orthodoxe kathedraal (Mitropolis) ingewijd.
In 1843 dwong het opstandige Atheense volk van zijn koning een democratische grondwet (sýntagma) af. In 1869 reed de eerste (eenvoudige) metro tussen het centrum en de haven van Piraeus. In 1891 opende het Nationaal Museum zijn deuren en in 1896 vonden de eerste Olympische Spelen van de Nieuwe Tijd plaats in Athene. Omstreeks 1900 telde de Griekse hoofdstad alweer 125.000 inwoners.

## 20e eeuw: miljoenenstad
Tijdens de Eerste Wereldoorlog werd Athene in 1917, na het aftreden van koning Konstantijn, tijdelijk door Franse troepen bezet.
De dramatische afloop van de Grieks-Turkse Oorlog in 1922 en de Klein-Aziatische catastrofe zou het uitzicht van Athene voor altijd ingrijpend wijzigen. Tienduizenden Grieks sprekende vluchtelingen uit Turkije (onder meer uit Smyrna, het huidige İzmir) streken in en om Athene neer en overspoelen de stad, die niet voorbereid was op hun huisvesting. De vorming van grauwe, miserabele voorsteden (met veelzeggende namen als Nea Ionia, Nea Smyrni en Nea Philadelphia) was het gevolg. Zo werd Athene stilaan een miljoenenstad.
De Duitsers bezetten Athene op 20 april 1941. Ernstige hongersnood eiste duizenden slachtoffers, tot de stad op 12 oktober 1944 werd bevrijd door Britse troepen. Zowel de Tweede Wereldoorlog als de Griekse Burgeroorlog die daar op volgde, bracht een nieuwe vluchtelingenstroom in beweging richting Athene. Grote delen van het platteland raakten ontvolkt, zodat momenteel ongeveer de helft van de Griekse bevolking in de Atheense agglomeratie woont met alle bekende gevolgen.
Tijdens de militaire staatsgreep van 1967 en de dictatuur van "de Kolonels" tegen koning Konstantijn II patrouilleerden Griekse legertanks massaal door de straten van Athene. Massale betogingen in 1973-1974 leidden uiteindelijk tot de val van de dictatuur, vooral nadat er bij de bestorming van de Technische Hogeschool doden waren gevallen onder betogende studenten.
In de jaren 90 nam de luchtvervuiling (de beruchte nefos = smog) ongeziene proporties aan en dwong de overheid tot het nemen van strenge {feit} maatregelen: onder meer het intense autoverkeer in de stad werd bijwijlen aan banden gelegd.

## 21e eeuw
Met het oog op de voorbereiding van de Olympische Spelen, die in 2004 voor de tweede maal in Athene plaatsvonden, werd vanaf 2001 het metronet aanzienlijk uitgebreid, en ook de rest van het openbaar vervoersnet gemoderniseerd en aantrekkelijker gemaakt. Dit zou een gedeeltelijke oplossing moeten bieden tegen de vervuiling en de gigantische verkeersprobleem waarmee de stad te kampen heeft. Ten slotte: op 20 mei 2006 vond in Athene nog het Eurovisiesongfestival plaats.

## Trivia
- In 1996 werd officieel een vredesverdrag tussen de oude aartsvijanden Athene en Sparta ondertekend: dat was er vroeger nooit van gekomen.